# Michael von der Heide

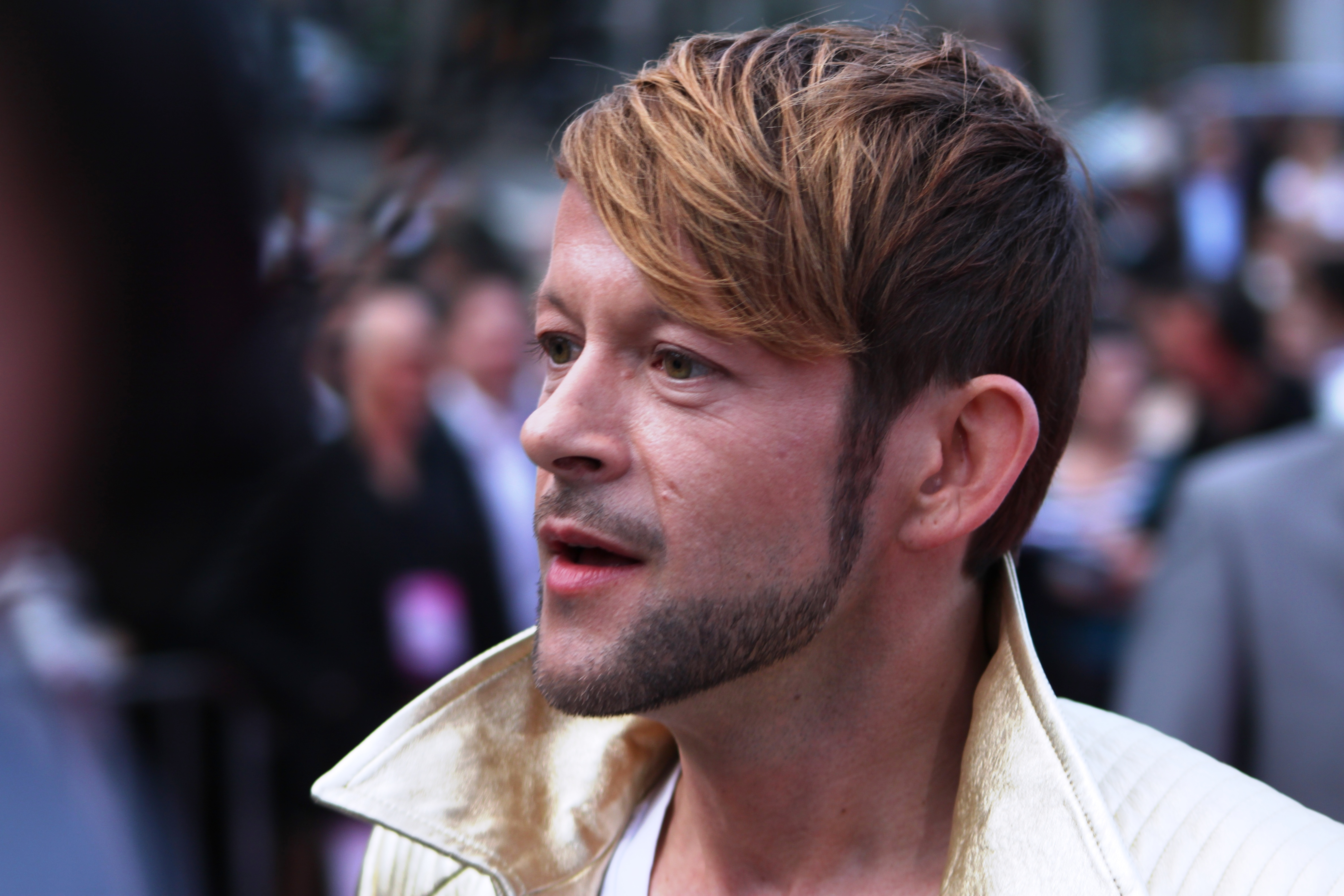
Michael von der Heide

Michael von der Heide (născut la 16 octombrie 1971) este un cântăreț elvețian. A fost născut în orașul Amden din Cantonul St. Gallen. A participat la selecția națională Eurovision 1999 a Germaniei, dar a ocupat locul cinci acolo. El a reprezentat Elveția la Concursul Muzical Eurovision 2010 cu melodia „Il pleut de l'or”.